# Nyakivumba
Nyakivumba är ett vattendrag i Burundi.   Det ligger i provinsen Ruyigi, i den centrala delen av landet, 80 km öster om huvudstaden Bujumbura.
Omgivningarna runt Nyakivumba är en mosaik av jordbruksmark och naturlig växtlighet. Runt Nyakivumba är det ganska tätbefolkat, med 100 invånare per kvadratkilometer.